# Me and Mrs. Jones
"Me and Mrs. Jones" is een nummer van de Amerikaanse zanger Billy Paul. Het nummer verscheen op zijn album 360 Degrees of Billy Paul uit 1972. Op 13 september van dat jaar werd het nummer uitgebracht als de tweede single van het album.

## Achtergrond
"Me and Mrs. Jones" is geschreven door Kenny Gamble, Leon Huff en Cary Gilbert en geproduceerd door Gamble en Huff. Het nummer gaat over een buitenechtelijke affaire tussen de zanger en mevrouw Jones. De twee ontmoeten elkaar elke dag in het geheim in hetzelfde café om half 7. Zij kunnen het goed met elkaar vinden, alhoewel zij beiden weten dat hun liefde eigenlijk verboden is. Hun liefde voor elkaar is inmiddels al veel te sterk om zomaar verbroken te worden.
"Me and Mrs. Jones" werd de enige nummer 1-hit van Billy Paul in de Amerikaanse Billboard Hot 100. Het bleef drie weken op deze positie staan. In Canada kwam het niet verder dan de veertiende plaats, terwijl in het Verenigd Koninkrijk de twaalfde plaats werd gehaald. Ook in Australië, Nieuw-Zeeland en Frankrijk werden de hitlijsten gehaald. In Nederland kwam de single tot respectievelijk de negende en tiende plaats in de Top 40 en de Daverende Dertig. In België kwam het tot plaats vijftien in Vlaanderen en plaats negen in Wallonië. In 1973 ontving Paul een Grammy Award voor het nummer in de categorie Best Male R&B Vocal Performance. Op de B-kant van de single stond een cover van "Your Song" van Elton John.
De saxofoonsolo vertoont gelijkenissen met de eerste zeven noten van het nummer "Secret Love" van Doris Day. Deze solo is te horen in de intro en de outro van het nummer. Zowel Sammy Fain als Paul Francis Webster, de schrijvers van "Secret Love", klaagden de schrijvers van "Me and Mrs. Jones" aan omdat dit stuk zonder toestemming is gebruikt. Fain en Webster wonnen de rechtszaak en kregen de helft van de opbrengsten van het nummer.
In 2007 werd "Me and Mrs. Jones" gecoverd door Michael Bublé in duet met zijn toenmalige vriendin Emily Blunt. Het werd uitgebracht op zijn album Call Me Irresponsible. Het was de bedoeling dat de cover als single werd uitgebracht, maar doordat Bublé en Blunt kort voor de singlerelease uit elkaar gingen, werd deze uitgave geschrapt. Desondanks kwam het in Zwitserland in de hitlijsten terecht vanwege het grote aantal downloads van het album.

## Hitnoteringen
Alle noteringen zijn behaald door de versie van Billy Paul.

### Nederlandse Top 40
| Hitnotering: 13-01-1973 t/m 03-03-1973 | Hitnotering: 13-01-1973 t/m 03-03-1973 | Hitnotering: 13-01-1973 t/m 03-03-1973 | Hitnotering: 13-01-1973 t/m 03-03-1973 | Hitnotering: 13-01-1973 t/m 03-03-1973 | Hitnotering: 13-01-1973 t/m 03-03-1973 | Hitnotering: 13-01-1973 t/m 03-03-1973 | Hitnotering: 13-01-1973 t/m 03-03-1973 | Hitnotering: 13-01-1973 t/m 03-03-1973 | Hitnotering: 13-01-1973 t/m 03-03-1973 |
| Week                                   | 1                                      | 2                                      | 3                                      | 4                                      | 5                                      | 6                                      | 7                                      | 8                                      |                                        |
| -------------------------------------- | -------------------------------------- | -------------------------------------- | -------------------------------------- | -------------------------------------- | -------------------------------------- | -------------------------------------- | -------------------------------------- | -------------------------------------- | -------------------------------------- |
| Positie                                | 21                                     | 11                                     | 10                                     | 9                                      | 10                                     | 14                                     | 28                                     | 34                                     | uit                                    |

### Daverende Dertig
| Hitnotering: 13-01-1973 t/m 24-02-1973 | Hitnotering: 13-01-1973 t/m 24-02-1973 | Hitnotering: 13-01-1973 t/m 24-02-1973 | Hitnotering: 13-01-1973 t/m 24-02-1973 | Hitnotering: 13-01-1973 t/m 24-02-1973 | Hitnotering: 13-01-1973 t/m 24-02-1973 | Hitnotering: 13-01-1973 t/m 24-02-1973 | Hitnotering: 13-01-1973 t/m 24-02-1973 | Hitnotering: 13-01-1973 t/m 24-02-1973 |
| Week                                   | 1                                      | 2                                      | 3                                      | 4                                      | 5                                      | 6                                      | 7                                      |                                        |
| -------------------------------------- | -------------------------------------- | -------------------------------------- | -------------------------------------- | -------------------------------------- | -------------------------------------- | -------------------------------------- | -------------------------------------- | -------------------------------------- |
| Positie                                | 18                                     | 11                                     | 10                                     | 12                                     | 12                                     | 13                                     | 27                                     | uit                                    |

### NPO Radio 2 Top 2000
| Nummer met noteringen in de NPO Radio 2 Top 2000 | '99 | '00  | '01  | '02  | '03 | '04 | '05  | '06  | '07  | '08  | '09  | '10  | '11  | '12  | '13  | '14-'15 | '16  | '17  |
| ------------------------------------------------ | --- | ---- | ---- | ---- | --- | --- | ---- | ---- | ---- | ---- | ---- | ---- | ---- | ---- | ---- | ------- | ---- | ---- |
| Me and Mrs. Jones                                | 867 | 1037 | 1177 | 1255 | 658 | 945 | 1029 | 1376 | 1496 | 1142 | 1866 | 1243 | 1251 | 1575 | 1495 | -       | 1696 | 1954 |

1. ↑  Een '-' betekent dat het nummer niet was genoteerd en een vetgedrukt getal geeft de hoogste notering aan.
2. ↑  Deze tabel is bijgewerkt tot en met de laatste editie (2024).